# 群馬県信用組合
群馬県信用組合（ぐんまけんしんようくみあい）は、群馬県安中市に本店を置く信用組合である。高崎市を含む群馬県南西部を営業エリアとし、22店舗を展開している。2020年度に店舗内店舗方式で7店の統合を予定している 。
ATMでは、しんくみ お得ねっと提携信用組合のキャッシュカードによる出金は自組合扱いとなる。

## 沿革
- 1951年12月 碓氷信用組合として設立。
- 1954年9月 下仁田信用組合を設立。
- 1961年12月 下仁田信組が西群馬信用組合に改称。
- 1988年4月 碓氷・西群馬の2信組が合併し、群馬県信用組合となる。